# Mirosław Słowiński
Mirosław Słowiński (ur. 8 kwietnia 1953 w Zagórowie) – polski producent filmowy i pisarz.

## Życiorys
Jest absolwentem Wydziału Filologii Polskiej i Klasycznej Uniwersytetu im. Adama Mickiewicza w Poznaniu i doktorem nauk humanistycznych. 
Zajmował się organizowaniem studenckich festiwali kulturalnych w Poznaniu.  
Od grudnia 1985 do lipca 1989 był zastępcą kierownika Wydziału Kultury Komitetu Centralnego PZPR.
Był redaktorem naczelnym tygodnika „Kultura”, redagował tygodnik „Słowo” oraz „Przegląd Kulturalny”, jak również współpracował z tygodnikiem „Wprost” i „Głosem Wielkopolskim”. Był wiceministrem kultury i sztuki w rządzie premierów M. Rakowskiego i T. Mazowieckiego. Jest laureatem nagrody I stopnia Ministra Nauki i Szkolnictwa Wyższego. Był producentem filmów, między innymi: Quo vadis  Jerzego Kawalerowicza, Kto nigdy nie żył... Andrzeja Seweryna, Przyjaciółki oraz Przyjechała nasza malarka ... znaczy jest już lato – szkic do portretu Grażyny Harmacińskiej-Nyczki Wandy Różyckiej-Zborowskiej oraz Syberiada polska Janusza Zaorskiego.

## Książki
- Błazen – dzieje postaci i motywu (1990)
- Cztery uczty, jeden świat (2004)
- Zagórów. Album miasta 1407-2007 (2007)